# Andrés Palop
Andrés Palop Cervera  (La Alcudia, Valencia, España; 22 de octubre de 1973) es un exfutbolista y entrenador de fútbol UEFA Pro Licence. Actualmente es comentarista en Movistar Plus.
Jugó de portero en varios clubes españoles como Valencia CF, Villarreal CF y Sevilla FC y en el alemán Bayer Leverkusen. Su gran paso por Sevilla lo llevaría a Palop a conseguir 6 títulos y dos distinciones, entre ellas la del Mejor Jugador en la final de la Copa de la UEFA de 2007. Con el Valencia consiguió 5 títulos (3 nacionales y 2 internacionales). En la selección española, consiguió la Eurocopa 2008. 
Tiene una peña sevillista con su nombre. Su hijo Alejandro es también futbolista.

## Trayectoria

### Como jugador
Formado en la cantera del CE L'Alcudia hasta la temporada 1989/1990, luego pasaría a formar parte de la cantera del Valencia CF hasta la temporada 1996/1997. Fue cedido al Villarreal CF, que por entonces jugaba en la Segunda División de España. Con el submarino amarillo hizo historia, al lograr esa temporada el ascenso a Primera división, por primera vez en su historia. En la máxima categoría Palop siguió defendiendo la portería del Villarreal con notables actuaciones. Al término de la temporada y consumado el descenso villarrealense, el Valencia CF decidió repescarlo.

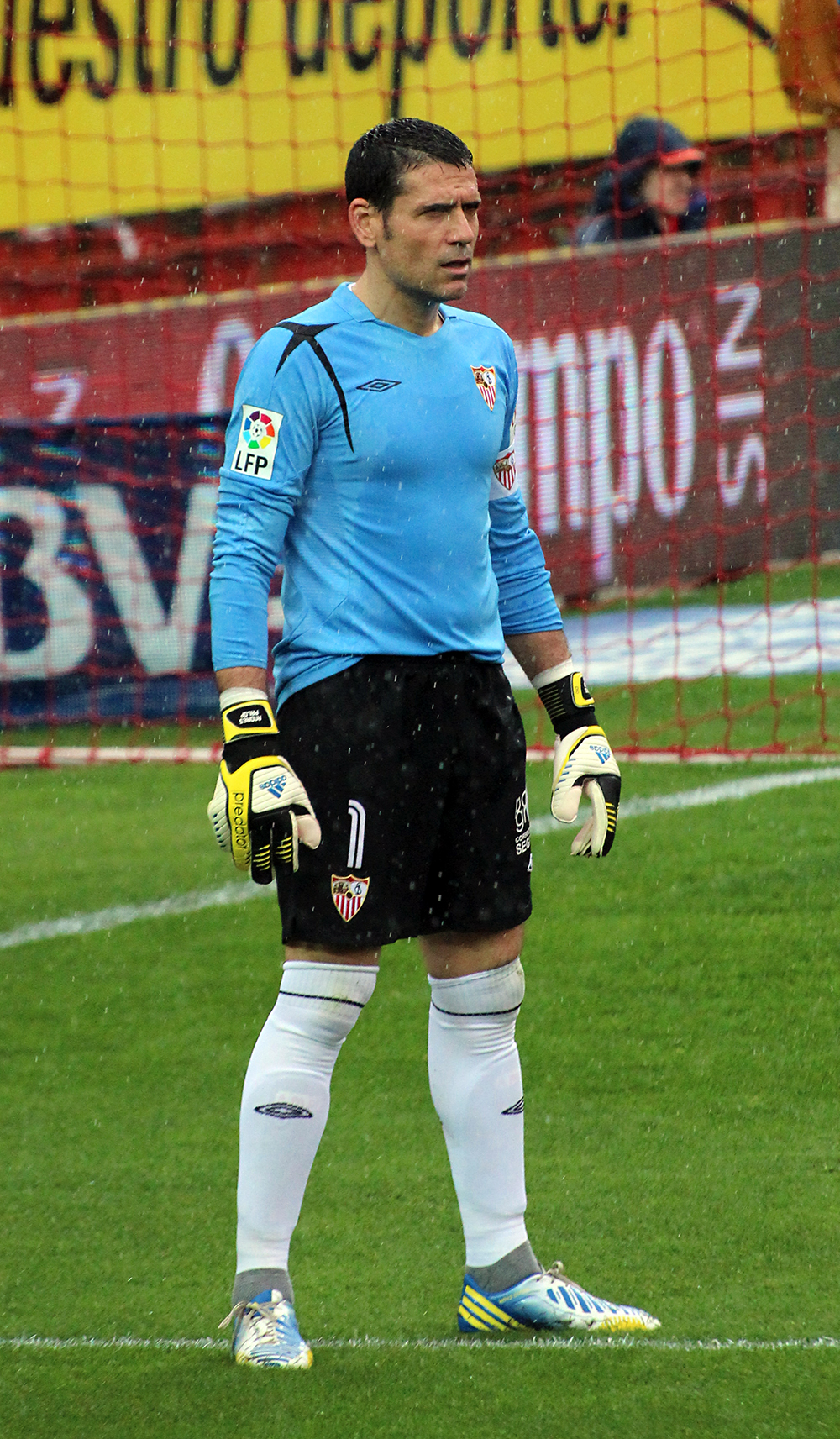
Con el Sevilla FC en la temporada 2012/2013

En Valencia permaneció seis temporadas en las que el club cosechó múltiples éxitos (dos ligas, una Copa de la UEFA, una Supercopa de Europa y dos subcampeonatos de la Liga de Campeones de la UEFA). En seis años  fue alineado en 43 partidos de liga.
El verano de 2005 abandonó Valencia para incorporarse al Sevilla FC, donde pronto se convirtió en uno de los pilares del equipo. En su primera temporada conquistó la Copa de la UEFA, el primer trofeo europeo en la historia del club. El título se reeditó la siguiente temporada y Palop jugó un papel destacado. El 15 de marzo de 2007, Palop se convirtió en el héroe de la jornada para su equipo, ya que éste perdía 2-1 con el Shakhtar Donetsk ucraniano en los octavos de final de la Copa UEFA 2006/07 y en el tiempo de descuento hizo el gol del empate rematando de cabeza un saque de esquina. En la final, jugada el 16 de mayo de 2007 contra el RCD Espanyol, Palop se convirtió una vez más en el héroe de su equipo al dar una asistencia a Adriano para el primer gol del Sevilla y sobre todo por parar tres lanzamientos durante la tanda de penaltis, en la que el Sevilla FC se impuso 3 penaltis a 1 tras concluir el tiempo reglamentario con el resultado de 1-1 y la prórroga con 2-2. En ese partido fue designado mejor jugador del mismo.
La temporada 2006/07 también conquistó la Supercopa de Europa y la Copa del Rey, además de terminar la liga en tercera posición.
El 19 de mayo de 2010 conquista una nueva Copa del Rey con el Sevilla FC tras imponerse al Atlético de Madrid en el Camp Nou de Barcelona por 0-2. Como homenaje a Antonio Puerta, decide ponerse la camiseta con el número 16 para recoger la copa de manos del Príncipe Felipe.
El 3 de junio de 2013, con casi 40 años, ficha por el Bayer Leverkusen que disputa la Bundesliga y la Champions League y al final de temporada 13-14 se retirará.
Cabe destacar que Andrés Palop formó parte de la selección española que ganó la Eurocopa en 2008. Por desgracia, nunca llegó a debutar, dándose la paradoja de haber ganado un campeonato de selecciones nacionales sin tener ninguna internacionalidad.  
El 13 de junio de 2014, anunció su retirada del fútbol.

### Participaciones en Eurocopas
| Copa          | Sede            | Resultado |
| ------------- | --------------- | --------- |
| Eurocopa 2008 | Austria y Suiza | Campeón   |

### Como entrenador
El 19 de febrero de 2015, se anunció su incorporación al CD Alcoyano, como entrenador y con licencia UEFA PRO, sustituyendo a Oscar Cano que tenía al equipo en 12 posición en la temporada 14/15 y clasificándolo para la Copa del Rey quedando en sexta posición a 4 puntos de play off de ascenso a la liga 123. La siguiente temporada la 15/16 volvió a repetir con el CD Alcoyano la misma clasificación al quedar en sexta posición .
En septiembre de 2018 es contratado por el UD Ibiza debido al cese de Antonio Méndez. Cogió el equipo en zona de descenso en la quinta jornada con 4 puntos y en 20 jornadas que trabajó al frente de la entidad consiguió 36 puntos y tras dos empates frente Recreativo de Huelva y Ejido fue destituido dejando al equipo en séptima posición y cerca de las plazas de ascenso en el Grupo IV.

## Clubes como jugador
| Club               | País     | Año         | Partidos |
| ------------------ | -------- | ----------- | -------- |
| Valencia C. F. "B" | España   | 1995-1997   | 73       |
| Villarreal C. F.   | España   | 1997-1999   | 85       |
| Valencia C. F.     | España   | 1999-2005   | 75       |
| Sevilla F. C.      | España   | 2005-2013   | 295      |
| Bayer Leverkusen   | Alemania | 2013 - 2014 | 0        |

### Como entrenador
Actualizado a 1 de marzo de 2019
| Club        | País     | Año           | P  | PG | PE | PP | % v.  |
| ----------- | -------- | ------------- | -- | -- | -- | -- | ----- |
| CD Alcoyano | España   | 2015 - 2016   | 39 | 16 | 11 | 12 | 41.03 |
| UD Ibiza    | España   | 2018 - 2019   | 21 | 10 | 6  | 5  | 58.82 |
| Total       | -------- | 2015-Presente | 60 | 26 | 17 | 17 | 46.43 |

## Palmarés

### Campeonatos nacionales
| Título              | Club           | País   | Año  |
| ------------------- | -------------- | ------ | ---- |
| Supercopa de España | Valencia C. F. | España | 1999 |
| Liga española       | Valencia C. F. | España | 2002 |
| Liga española       | Valencia C. F. | España | 2004 |
| Copa del Rey        | Sevilla F. C.  | España | 2007 |
| Supercopa de España | Sevilla F. C.  | España | 2007 |
| Copa del Rey        | Sevilla F. C.  | España | 2010 |

### Copas internacionales
| Título              | Club               | Sede            | Año  |
| ------------------- | ------------------ | --------------- | ---- |
| Copa de la UEFA     | Valencia C. F.     | Gotemburgo      | 2004 |
| Supercopa de Europa | Valencia C. F.     | Mónaco          | 2004 |
| Copa de la UEFA     | Sevilla F. C.      | Eindhoven       | 2006 |
| Supercopa de Europa | Sevilla F. C.      | Mónaco          | 2006 |
| Copa de la UEFA     | Sevilla F. C.      | Glasgow         | 2007 |
| Eurocopa            | Selección española | Austria y Suiza | 2008 |

## Distinciones individuales
| Título                                                       | Año  |
| ------------------------------------------------------------ | ---- |
| Mejor Jugador de la Final de la Copa de la UEFA              | 2007 |
| Trofeo Arconada (Otorgado por la revista de fútbol «Jugón!») | 2009 |